# Rolf Eppens
Rolf Eppens, född 26 april 1956, är en svensk arkitekt och formgivare.
I början av 90-talet ansvarade Rolf Eppens tillsammans med arkitekten Christer Pettersson för det omfattande återställandet av det svenska investmentbolaget Industrivärdens jugendfastighet Havssvalget 17 på adressen Storgatan 10 på Östermalm i Stockholm, ursprungligen ritat av arkitektkontoret Hagström & Ekman 1907.  Ombyggnaden belönades med Byggmästareföreningens ROT-priset 1992. Rolf Eppens är än idag officiell husarkitekt för fastigheten, liksom för Kungliga Tekniska Högskolans kårhus Nymble, ursprungligen ritat av Sven Markelius och Uno Åhrén och tillbyggt 1952 av Bengt Lindroos och Markelius. Från 1995 fick Rolf Eppens ta över ansvaret som husarkitekt från Bengt Lindroos. Rolf Eppens driver idag arkitektkontoret Eppens Arkitektur AB, grundat 1989. 